# 証拠調べ
証拠調べ（しょうこしらべ）とは、訴訟法上の手続として、裁判所が書証や人証等の証拠を取り調べること、または、訴訟法上の手続として、訴訟当事者や証人が法廷で尋問（主尋問・反対尋問）を受ける口頭弁論期日のこと（実務上、「証拠調べ」というときは、これらの人証の取調べを指すことが多い）をいう。証拠調と書くこともある。
民事訴訟手続の場合は、証人の証拠調べは証人尋問として、当事者本人については当事者尋問（本人尋問）として行われる。
民事訴訟法の証拠の開示請求手続にはこの他、証拠保全、当事者照会、文書送付の嘱託、文書提出命令申立などがある。
また、鑑定（民事訴訟法第212条～218条）や検証（民事訴訟法232条～233条）も証拠調べの1つである。鑑定の場合は、裁判所が指定する鑑定人が鑑定を実施し、検証の場合は裁判官が直接、検証物や現場を確認する。